# Finales de la NBA de 1987
Las Finales de la NBA de 1987 fueron las series definitivas de los playoffs de 1987 y suponían la conclusión de la temporada 1986-87 de la NBA, con victoria de Los Angeles Lakers, campeón de la Conferencia Oeste, sobre Boston Celtics, campeón de la Conferencia Este. Fue la décima vez que ambos equipos se enfrentaban en las Finales y también la última vez que los Celtics disputaron unas Finales, hasta que ambos equipos se enfrentaron de nuevo en 2008.
Estas fueron las primeras Finales disputadas en su totalidad durante el mes de junio. La última vez que no hubo partidos de las Finales en mayo fue en la temporada 1970-71, cuando las Finales (4-0 ese año) terminaron el 30 de abril.
Las finales de la NBA de 1987 fueron las primeras finales de la NBA que se jugaron por completo en junio.

## Resumen
| Equipo              | Partido 1 | Partido 2 | Partido 3 | Partido 4 | Partido 5 | Partido 6 | Total |
| ------------------- | --------- | --------- | --------- | --------- | --------- | --------- | ----- |
| Los Angeles (Oeste) | 126       | 141       | 103       | 107       | 108       | 106       | 4     |
| Boston (Este)       | 113       | 122       | 109       | 106       | 123       | 93        | 2     |

## Resumen de los partidos

### Partido 1
| 2 de junio                 | Boston Celtics                        | 113–126 | Los Angeles Lakers | |  |  |
|                            | Parciales: 26–35, 28–34, 31–32, 28–25 |         |                    | |  |  |
|                            |                                       |         |                    | Pabellón: The Forum, Inglewood, California Asistencia: 17,505 espectadores Árbitros: - N.º 11 Jake O'Donnell - N.º 25 Hugh Evans Televisión: CBS |  |  |
| Lakers lidera la serie 1-0 |                                       |         |                    | |  |  |
|                            |                                       |         |                    | |  |  |

Los Lakers llegaban bien descansados tras batir a Seattle SuperSonics en las Finales de Conferencia en cuatro partidos, mientras que los Celtics venían de disputar una larga serie a siete encuentros ante Detroit Pistons. Magic Johnson lideró la victoria de los Lakers por 126-113 con 29 puntos, 13 asistencias, 8 rebotes y ninguna pérdida de balón. James Worthy aportó 33 puntos y 9 rebotes. Los Lakers corrieron 35 contraataques en los dos primeros cuartos y llegaron a mandar en el marcador por una ventaja de 21 puntos.

### Partido 2
| 4 de junio                 | Boston Celtics                        | 122–141 | Los Angeles Lakers | |  |  |
|                            | Parciales: 34–38, 22–37, 36–32, 30–34 |         |                    | |  |  |
|                            |                                       |         |                    | Pabellón: The Forum, Inglewood, California Asistencia: 17,505 espectadores Árbitros: - N.º 4 Ed T. Rush - N.º 11 Jack Madden Televisión: CBS |  |  |
| Lakers lidera la serie 2-0 |                                       |         |                    | |  |  |
|                            |                                       |         |                    | |  |  |

El plan de los Celtics en el segundo encuentro era concentrarse en parar a Magic Johnson. Danny Ainge logró el objetivo durante una parte del partido, pero eso hizo que Michael Cooper emergiera.  
Con los Lakers mandando por siete puntos en el segundo cuarto, Cooper lideró un parcial de 20-10 a favor de los californianos, anotando o asistiendo en los 20 puntos del equipo. Cooper acertó 6 triples de 7 intentos, un récord de playoffs.  
Kareem Abdul-Jabbar añadió 23 puntos con 10 de 14 tiros de campo, mientras que Magic repartió 20 asistencias y anotó 22 puntos. En un gran segundo cuarto de Cooper, acumuló ocho asistencias, igualando el récord de las Finales. El encuentro finalizó 141-122 a favor de los Lakers, siendo la sexta derrota consecutiva fuera de casa de los Celtics en playoffs.

### Partido 3
| 7 de junio                 | Los Angeles Lakers                    | 103–109 | Boston Celtics | |  |  |
|                            | Parciales: 29–22, 27–38, 22–26, 25–23 |         |                | |  |  |
|                            |                                       |         |                | Pabellón: Boston Garden, Boston, Massachusetts Asistencia: 14,890 espectadores Árbitros: - N.º 10 Darrell Garretson - N.º 17 Joe Crawford Televisión: CBS |  |  |
| Lakers lidera la serie 2-1 |                                       |         |                | |  |  |
|                            |                                       |         |                | |  |  |

Los Celtics se recuperaron de las dos derrotas y vencieron en el tercer duelo de la serie. Greg Kite, un pívot muy poco utilizado por los de Boston, cuajó una gran actuación. Kite entró en el partido a finales del primer cuarto cuando Robert Parish se encontraba con problemas de falta, jugando 20 minutos, y aunque no anotó, recogió nueve rebotes, taponó una bandeja a Magic Johnson e hizo un sólido trabajo en defensa con Kareem Abdul-Jabbar. Larry Bird anotó 30 puntos y Dennis Johnson aportó 26. Los Celtics anotaron 17 de 21 lanzamientos en el segundo cuarto. 
Kevin McHale, quien salió lesionado en el segundo partido, firmó 21 puntos y 10 rebotes y anuló a James Worthy (13 puntos y tres rebotes). Magic lideró a los Lakers con 32 puntos en la derrota de su equipo por 109-103.

### Partido 4
| 9 de junio                 | Los Angeles Lakers                    | 107–106 | Boston Celtics | |  |  |
|                            | Parciales: 22–29, 25–26, 31–30, 29–21 |         |                | |  |  |
|                            |                                       |         |                | Pabellón: Boston Garden, Boston, Massachusetts Asistencia: 14,890 espectadores Árbitros: - N.º 12 Earl Strom - N.º 25 Hugh Evans Televisión: CBS |  |  |
| Lakers lidera la serie 3-1 |                                       |         |                | |  |  |
|                            |                                       |         |                | |  |  |

Tras la victoria de los Celtics en el tercer partido, Larry Bird dijo: "Este (el tercer partido) fue el partido más importante de la serie para nosotros. Si perdemos, habría sido difícil levantarnos en el cuarto partido. Ahora va a ser fácil". 
Los Celtics controlaron en todo momento a los Lakers, aumentando la ventaja hasta los 16 puntos tras el descanso, pero los Lakers remontaron e igualaron el partido a 95-95 con un gancho de Kareem Abdul-Jabbar a falta de 5 minutos y 30 segundos para el final. A continuación, los Celtics anotaron ocho puntos consecutivos para poner el marcador 103-95 a falta de tres minutos y medio. Mychal Thompson y Abdul-Jabbar rompieron la sequía anotadora de los Lakers y recortaron la ventaja a seis. En la siguiente posesión de los Celtics, Robert Parish perdió el balón en favor de Michael Cooper, quien con un triple a pase de Magic colocó el marcador en 103-100.
En la siguiente posesión, Larry Bird falló y Thompson atrapó el rechace. James Worthy anotó fácilmente ante Kevin McHale y reducía la distancia de Boston a uno. Bird dio un mal pase a McHale y los Lakers se hicieron con la posesión a falta de medio minuto para el final. Tras un tiempo muerto y una canasta de Abdul-Jabbar a pase de Magic, los Lakers se adelantaron en el marcador (106-104). Sin embargo, a continuación Bird anotó un triple que daba ventaja de nuevo a su equipo.
En la siguiente posesión, Abdul-Jabbar recibió una falta personal y anotó un tiro libre. McHale y Thompson lucharon por el rebote del segundo tiro libre fallado y los árbitros señalaron que McHale mandó la pelota fuera de los límites de la cancha. Los Celtics protestaron pero la posesión fue a parar a los Lakers con siete segundos para la conclusión del encuentro.
Acto seguido, Magic recibió el balón, penetró a canasta y anotó un gancho con dos segundos para el final del partido. Tras un fallo de Bird en la bocina, los Lakers ganaron el partido por 107-106.

### Partido 5
| 11 de junio                | Los Angeles Lakers                    | 108–123 | Boston Celtics | |  |  |
|                            | Parciales: 25–25, 23–38, 29–33, 31–27 |         |                | |  |  |
|                            |                                       |         |                | Pabellón: Boston Garden, Boston, Massachusetts Asistencia: 14,890 espectadores Árbitros: - N.º 11 Jake O'Donnell - N.º 4 Ed T. Rush Televisión: CBS |  |  |
| Lakers lidera la serie 3-2 |                                       |         |                | |  |  |
|                            |                                       |         |                | |  |  |

Los Celtics ganaron el quinto partido en el Boston Garden, controlando la mayor parte de 8 rebotes y 4 robos, pero recibió poca ayuda por parte de su equipo. Antes del partido, Bird dijo a sus compañeros: "Si quieren celebrarlo, no dejaremos que lo hagan en el parquet". Los Celtics vencieron por 123-108 y mandaron las series de vuelta a Los Ángeles.
Esta victoria fue la última de los Celtics en unas Finales de la NBA hasta 2008, y fue el último encuentro de Finales en el Boston Garden.

### Partido 6
| 14 de junio               | Boston Celtics                        | 93–106 | Los Angeles Lakers | |  |  |
|                           | Parciales: 32–25, 24–26, 12–30, 25–25 |        |                    | |  |  |
|                           |                                       |        |                    | Pabellón: The Forum, Inglewood, California Asistencia: 17,505 espectadores Árbitros: - N.º 10 Darrell Garretson - N.º 17 Joe Crawford Televisión: CBS |  |  |
| Lakers gana la serie, 4-2 |                                       |        |                    | |  |  |
|                           |                                       |        |                    | |  |  |

Magic Johnson comenzó con cuatro puntos en la primera mitad del sexto encuentro, mientras que Dennis Johnson anotó 18 de los 33 con los que finalizaría el duelo, liderando a Boston en el marcador por 56-51.
Pero en la segunda parte los Lakers despertaron y ganaron el partido por 106-93, y con ello, el campeonato. Worthy finalizó con 22 puntos y Mychal Thompson con 16 puntos y 10 rebotes desde el banquillo. No obstante, las grandes estrellas del partido fueron Magic y Kareem. Magic se recuperó de su mal inicio de partido con 16 puntos, 19 asistencias y 8 rebotes, y Kareem aportó 32 puntos, siendo el máximo anotador del equipo.
"Magic es un grandísimo jugador de baloncesto" afirmó Bird. "El mejor que he visto jamás". Magic se hizo con el premio al MVP de las Finales de la NBA y con su cuarto anillo de campeón.